# Freden i San Stefano

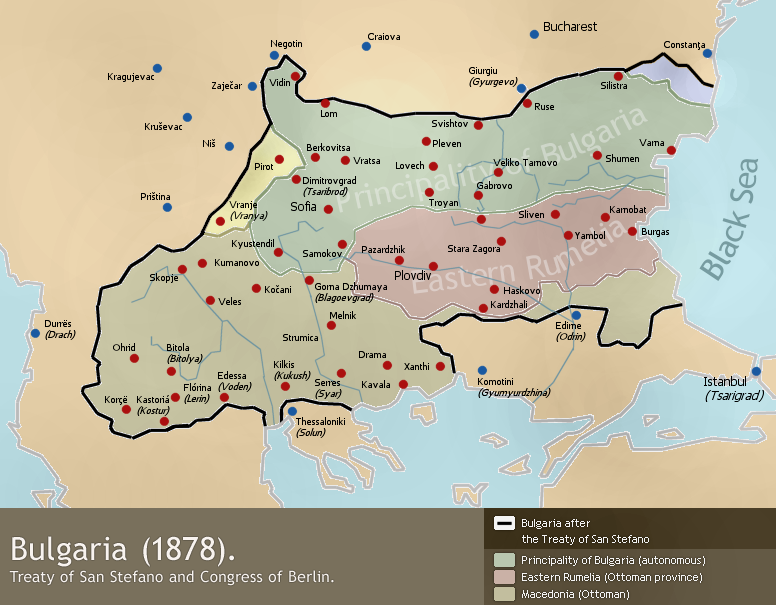
Bulgariens gränser enligt freden i San Stefano

Freden i San Stefano var ett fördrag mellan Ryssland och Osmanska riket vid slutet av rysk-turkiska kriget som utkämpades 1877–1878. Det undertecknades 3 mars 1878 i San Stefano (nuvarande Yeşilköy), en by väster om Istanbul i Turkiet. Den 3 mars firas än idag som Bulgariens nationaldag.
Osmanerna gav upp delar av Armenien och Dobrudzja till Ryssland, gick med på att betala ett högt skadestånd, erkände Rumänien, Serbien och Montenegro som självständiga stater, och utökade Serbiens och Montenegros territorier på Albaniens bekostnad. Bulgarien blev ett självstyrande furstendöme och blev kraftigt utvidgat, och Osmanska riket utlovade reformer i Bosnien och Hercegovina. Fördraget ändrade Parisfördraget från 1856 och ökade Rysslands inflytande i sydöstra Europa kraftigt. Stormakterna ogillade denna utvidgning av Rysslands makt och Serbien och Grekland fruktade att erkännandet av Bulgarien skulle hota deras självständighet. Stormakterna fick därför till stånd en revidering av fördraget vid Berlinkongressen.